# Stohové sedlo

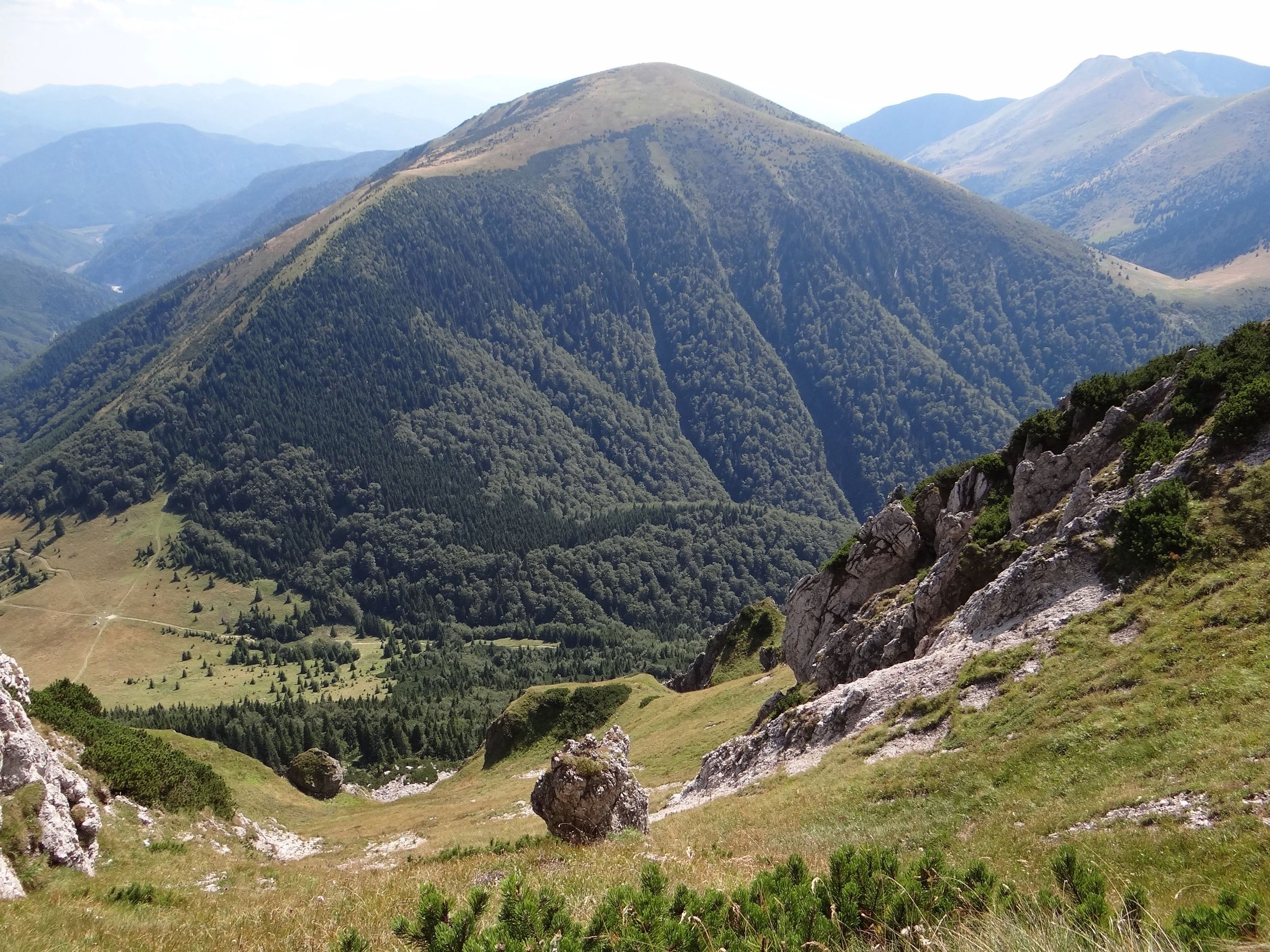
Stohové sedlo (vlevo dole) a Stoh

Stohové sedlo (1 230 m n. m.) v Malé Fatře na Slovensku se nachází v hlavním hřebeni kriváňské části pohoří mezi vrcholy Stoh (1 608 m) na jihovýchodě a Poludňový grúň (1 460 m) na jihozápadě. Severní svahy spadající do Doliny Stohového potoka jsou chráněny v rámci Národní přírodní rezervace Rozsutec. Jižní svahy spadají do Šútovské doliny. Těsně pod sedlem pramení Šútovský potok.

## Přístup
- po červené  značce z Poludňového grúně nebo z rozcestí Chrbát Stohu